# Повторне завантаження
ReBoot (МФА: [ребу́т]. досл. «Перезавантаження») — перший в історії мультсеріал з повністю комп'ютерною графікою. Створений канадською компанією Mainframe Entertainment. Перший епізод було випущено 1994 року.
В Україні транслювався з 3 січня до 26 лютого 2003 року на телеканалі ICTV під назвою «Повторне завантаження» (рос. Повторная загрузка). Було показано перші три сезони.

## Концепція світу
Дія серіалу відбувається в цифровій реальності комп'ютера (системі «Мейнфрейм»), судячи зі всього, домашнього, оскільки на комп'ютері часто запускаються ігри. Реальність населена великою кількістю істот, найрозвиненішими з яких є людиноподібні спрайти (модулі). З ними співіснують біноми, живі цифри, особистості-предмети та деякі інші види. Є й тварини, одні з яких нагадують реальних, інші ж ні. Найнижчою формою життя є нулі — червоподібні нерозумні істоти — все, що лишається від мешканців систем у разі невдалого результату гри чи іншого катаклізму. Майже всі процеси в комп'ютері: віруси, ігри та вилітання, відмова системи, підключення до Інтернету, дії користувача — проектуються на світ персонажів: віруси мають вигляд інфернальних істот, ігри опускаються з неба на місто великими фіолетовими кубами, вихід у мережу має вигляд сферичного порталу. Більшість (але не всі) персонажів мають імена з комп'ютерної термінології. Потрапляючи до ігор, персонажі перевтілюються в ігрових ботів. І оскільки користувачеві найчастіше дістаються позитивні (відносно світу гри) персонажі, то герої найчастіше приймають бік зла: тюремників, зомбі, інопланетян. Представлені в серіалі ігри поділяються на архетипові (що містять загальні мотиви конкретного жанру: гонки, спорт, війна, мультяшки) та алюзії на ігри, що існують у реальному світі (Castle, Carmageddon, Blood, Mortal Kombat, Покемон). У четвертому сезоні також було показано, як герої грають у гру про Остіна Паверса — попри те, що вона є вказівкою на реальний фільм, насправді такої гри не існує.
Концепція світу навмисно не відповідає реальному положенню справ. Наприклад, персонажі не один раз кажуть, що секунда для них — довгий період часу, з чого випливає, що вони живуть у більш швидкому часі, ніж люди. Проте час між завантаженнями ігор користувачем не є історично великим, а у власне іграх час навіть іще швидший, що зробило б неможливою участь у іграх реального часу живої людини. За весь серіал користувач жодного разу не запускав одну й ту саму гру двічі (хоча за кадром він це робив). Не використовуються збереження: гра запускається з метою бути пройденою за один раз і з одним набором життів. У системі відсутній антивірус, замість нього використовуються абстрактні антивірусні команди одноразової дії. Є фаєрвол, як зовнішній, так і інвертований — призначений для ізоляції частини системи, наприклад, разом з полоненими вірусами. Одного разу графічний редактор (алюзія на Paint і Photoshop) було використано вірусом як зброю. Боротьбою з вірусами та налаштуванням мережі займаються мешканці системи, а не користувач. З іншого боку, все, що виконують мешканці системи, залежить від користувача — це може бути алюзією на божественний вплив. Нарешті, з точки зору героїв комп'ютер ніколи не вимикається, оскільки вони існують тоді й тільки тоді, коли система функціонує. Ці, а також інші розбіжності з фізикою є своєрідним фарсом, який став сюжетотвірною та стилістичною ланкою серіалу, що створив власний культурний пласт у період зародження масового інтересу до комп'ютерів у підлітків 90-х — початку 2000-х років.

## Сюжет

### Перший сезон
Кожний епізод першого сезону є самостійною історією, за винятком двочастинного фіналу. Коли Юзер завантажує гру, на довільне місце у Мейнфреймі опускається гральний куб, запечатуючи його від решти системи й перетворюючи на ігровий пейзаж. Боб часто заходить у гру, перезавантажується як її персонаж, і б'ється з персонажем Юзера за збереження сектору. Якщо Юзер перемагає у грі, то сектор під кубом руйнується, а спрайти та біноми, що були всередині, перетворюються на червоподібних паразитів, що харчуються енергією — нулів. Коли це стається, то про них кажуть «занулені».

### Другий сезон
Перші чотири епізоди такі ж самостійні, як і епізоди першого сезону, а п'ятий епізод «Пофарбовані вікна» (англ. Painted Windows) розпочинає тривалу сюжетну арку. Арка розкриває, що Гексадесімал і Мегабайт — суродженці, та вводить зовнішню загрозу для Мейнфрейму — Павутиння, починаючи з моторошних згадок в епізодах «Високий код» (англ. High Code) і «Пофарбовані вікна». Шостий епізод «Андреа» (англ. AndrAIa) також вводить нову, титульну персонажку. Творець Гевін Блер сказав, що перехід до довшої арки уможливило «скидання кайданів ABC та їхніх BS&P» після скасування. Останній епізод розкриває назву Мегабайтових кораблів — ABC.

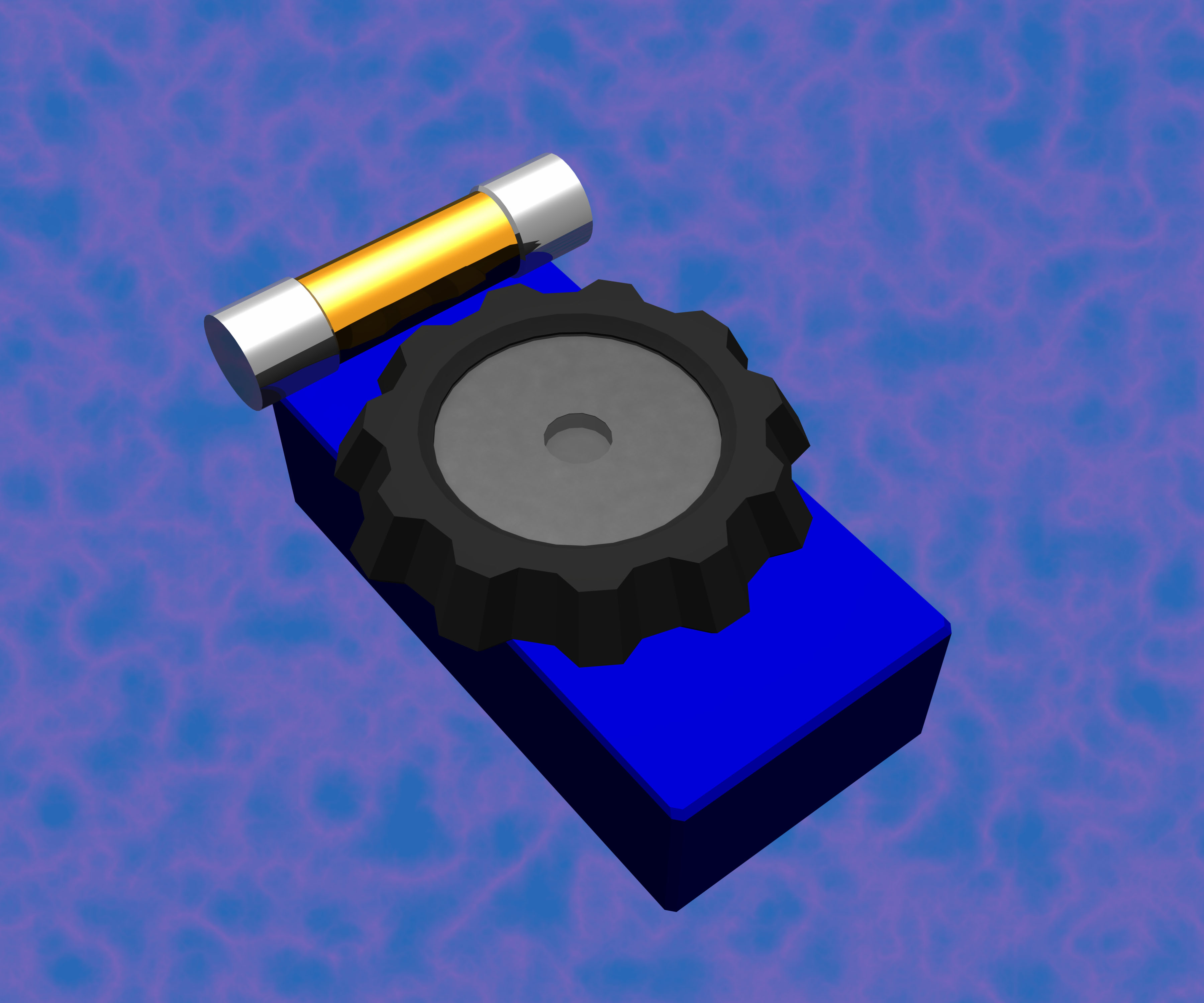
Ґлітч — keytool вартового Боба

Створіння з Павутиння входить у Мейнфрейм крізь люстерко Гексадесімал (яке луснуло з вини Теле-Майка), і зв'язується з нею. Нулі Мейнфрейму спонтанно реагують і обгортають її, утворюючи чудовисько на ім'я Нульзілла, якого долають і нейтралізують захисники Мейнфрейму. Павутинне створіння знаходить Мегабайта, підкорює його та примушує до злиття з Гексадесімал, утворюючи супервірус наступного покоління — Гігабайта. Гігабайта зрештою також нейтралізують, але Павутинне створіння тікає до нетрів Мейнфрейму, де починає красти енергію задля виживання та зростання. Миша, найманка й давня Бобова подружка, допомагає знайти Павутинне створіння, але мало не гине від бомби, закладеної її працедавцем Турбо. Вибух створює «розрив» (нестабільну енергетичну аномалію), який Павутинне створіння стабілізує в портал до Павутиння. Захисникам Мейнфрейму доводиться співпрацювати з Мегабайтом і Гексадесімал задля зачинення порталу. Армія поліції ЦП стикається зі вторгненням створінь із Павутиння. Посеред хаосу, Мегабайт зраджує союз (ЦП називають ABC «віроломними псами!» (англ. treacherous dogs!)), розбиває Бобів інструмент Ґлітча та відправляє його до порталу в Павутиння перед його зачиненням.

### Третій сезон
Спочатку Mainframe думали, що завершать другий сезон фільмом. Він мав назву «Виникання Терабайта» (англ. Terabyte Rising) і мав містити флешбеки руйнування міста-близнюка Мейнфрейма. Його закинули, але більшість напрацювань використали у четвертому сезоні.
Ензо, якого Боб нещодавно оновив до кандидата у вартові під час навали Павутиння, захищає Мейнфрейм від Мегабайта та Гексадесімал, разом із Дот і Андреа. Коли Ензо заходить у гру, яку нездатний виграти, він, Андреа та Фріскет перемикають свої значки в режим ігрового спрайту та залишають Мейнфрейм разом із грою. Прискорений ігровий час впливає на дорослішання Ензо й Андреа. Подальші епізоди показують уже дорослі версії Ензо й Андреа, котрі перебувають у романтичних стосунках, мандруючи від системи до системи в пошуках Мейнфрейма. Старший Ензо приймає ймення «Матрикс» (його з Дот прізвище), носить зброю під назвою «Кулемет» (англ. Gun) і Бобів пошкоджений Ґлітч. Час, проведений в іграх і поза Мейнфреймом загартував Матрикса й Андреа: Матрикс розвинув патологічну ненависть до вірусів і виріс у м'язистого антигероя, котрий спершу стріляє, а потім питає, тоді як Андреа стала врівноваженою воїтелькою. З розвитком сезону, Матрикс і Андреа возз'єднуються з Бобом та екіпажем «Зухвалої кобили» (англ. Saucy Mare), і повертаються до Мейнфрейму, який уже майже зруйнували Мегабайт і його сили. Група возз'єднується з опором на чолі з Дот, а тоді прямує до Штаб-квартири (англ. Principal Office) на фінальний бій із Мегабайтом. Матрикс долає Мегабайта, але той встигає спричинити крах системи. Всі проблеми фіналу в Мейнфреймі вирішує Юзер, перезавантаживши систему й відновивши все так, як було для протагоністів, за єдиним винятком: молодший і старший Ензо тепер співіснують, оскільки Матриксів значок усе ще в режимі «Ігрового спрайту», через що система не розпізнала його належним чином під час перезавантаження, і відновила його молодшу резервну копію.

### Четвертий сезон
Після завершення третього сезону, 2001 року було випущено два телефільми: «Виникання Демон», який розв'язує проблему вартових, що постала у третьому сезоні (та використовує багато чого з «Виникання Терабайта», англ. Terabyte Rising) та «Мої два Боба», який повертає роз'їденого й мутованого Мегабайта у кліфгенгерному закінченні. Ці два фільми розкривають більшість історії Мейнфрейма: утворення Загублених Кутів (англ. Lost Angles), прибуття Боба до системи та походження Мегабайта й Гексадесімал. Фільми завершуються Мегабайтовим пануванням у Штаб-квартирі, а персонажі розділені й ось-ось будуть упольовані. Розкривається, що нулі досі мають свої колишні тяму й розум: саме так герої спромоглися помістити нуля, котрий був батьком Дот, у робота, дозволивши йому пересуватися та розмовляти майже як раніше.
Початкові плани четвертого сезону три фільми, розділені на 12 епізодів, та завершальний 13-й музичний спецепізод. Через зміни угод і бюджету серіал скоротили до 8 епізодів. Наступним був план 30-хвилинних епізодів. Які зрештою скоротили до 21 хвилини для мовлення, а додаткові сцени додали до версій фільмів для DVD. Всупереч бажанню сценаристів, ці сцени були вирізані зі сценаріїв, а згодом і 8 епізодів були переписані на завершення кліфгенгером.
Творець Гевін Блер публічно відмовився розкрити плани фінальних епізодів на випадок, що у нього колись з'явиться шанс розв'язати кліфгенгер.

## Персонажі
- Боб (англ. Bob)

Молодий страж (спочатку стажист) під номером 452. Улюблена фраза — «Погано, ДУЖЕ погано!» (англ. This is bad. This is VERY bad!). Потрапив до Мейнфрейму, переслідуючи Гігабайта — вірусу, що утворився з конвойованого Бобом з напарником Кілобайта. Вірус прорвався до Мейнфрейму через браму, відкриту професором Матриксом, і спричинив вибух, який знищив місто-близнюк (англ. Twin City) Мейнфрейму. Боб — ідеаліст, який вважає, що віруси можна перепрограмувати у звичайних спрайтів (врешті-решт з'ясовується, що він мав рацію), тому не дозволяє посланцям Суперкомп'ютера (раді стражів) провести цілковиту зачистку. Мейнфрейм не має постійного виходу до Мережі, і Бобу дозволяють провести його сміливий експеримент. Непоганий боєць, до свого трагічного «вильоту» з Мейнфрейму не програв жодної гри. Разом зі своїм напарником — Глітчем, успішно бореться як з вірусами, так і з Юзером. Потрапивши до Павутиння (англ. Web) без захисту, трансформувався і став схожим на місцевих її мешканців — монстрів Павутиння. Для подолання захисту Миші, що оточував Мейнфрейм, пішов на безпрецедентні заходи — злився зі своїм пошкодженим інструментом — Глітчем. Результуюча істота за своїми здібностями набагато перевершує будь-якого стража, але пошкодження Глітча призвели до того, що злиття вийшло неповним і Боб мало не загинув. Намагаючись розділитися, він впав у енергетичну кому. За допомогою решти інструментів, Глітч і Боб змогли розділитися. Причиною збою виявився Мегабайт, котрий зумів не лише пошкодити Глітча, а й викрасти частину коду стража. Після розділення і відновлення коду Боб став помітно сильнішим, а Глітч отримав оновлення. Як повноправний страж Боб досить добре розвинений фізично і непогано підкований інтелектуально. Та помітно наївний. Його основна зброя-друг-універсальний прилад — Глітч, інструмент, що трансформується. Особисті інструменти мають лише кілька стражів, вони самі обирають собі партнера. Глітч перейшов до Боба від напарниці, що загинула. Найкорисніша здатність інструмента — відкривати стабільні портали у будь-яку точку Мережі.
Ім'я Боб творці обрали після перегляду одного з епізодів британського ситкому «Чорна гадюка», де Ровен Аткінсон ефектно застосував це ім'я. Боба озвучували Майкл Бен'яер (1-й і 2-й сезони) і Ієн Джеймс Корлетт (3-й і 4-й сезони). Однак у четвертому сезоні Бен'яер повернувся до ролі, озвучивши спершу Мегабайта, замаскованого під Боба, а потім і самого Боба після його роз'єднання з Глітчем.
- Дот Матрикс (англ. Dot Matrix)

Вельми розсудлива дівчина й одна з небагатьох старших модулів системи. Після трагедії, що трапилася з її батьком Велманом Матриксом (у якого вона, бувши підлітком, була асистенткою), з головою пішла в роботу. Згідно з неперевіреними даними, майже всі комерційні підприємства Мейнфрейму належать їй. Занадто опікає свого брата Ензо. Після появи, а потім зникнення Боба, все більше стала брати на себе керування Мейнфреймом, допомагаючи Фонгові. Непогано грає в ігри. Під її контролем перебувають дослідження з відновлення Нулів у повноцінних модулів. Заради повернення батька готова співпрацювати навіть з вірусами. Закохана в Боба, але довго не хотіла цього визнавати. Мало не вийшла заміж за замаскованого Мегабайта. У критичній ситуації здатна діяти швидко й жорстко. Тільки завдяки її зусиллям Мейнфрейм так і не був повністю захоплений Мегабайтом.
Її ім'я є перекладом англійського словосполучення «точкова матриця». Такі матриці раніше широко використовувались у роботі растрових дисплеїв і матричних принтерів. Дот озвучує Кетлін Барр.
- Ензо Матрикс (англ. Enzo Matrix)

Молодший брат Дот. За людськими мірками йому приблизно 10-12 років. Його улюблені фрази: «Круто!» і «Альфа-число!» (англ. Alphanumeric — комбінація буквених і цифрових символів). Непосидючий, завжди лізе в усілякі небезпечні ситуації, навіть у ігри. Обожнює Боба і мріє стати стражем. Під час однієї з ігор зміг подружитися з ігровим модулем останнього покоління — дівчинкою Андреа. Часто за ним бігає його пес Фріскет. Намагаючись довести всім, що він вже не дитина, влипає у вельми небезпечні історії. Під час битви з монстрами з Павутиння Боб посвятив його в стражі. Деякий час навіть міг заміняти Боба після зради Мегабайта, але, програвши гру, був вимушений не тільки покинути рідну систему, а й на довгі ігрові роки загубитися в Мережі разом з Андреа і Фріскетом, щоб повернутися вже зовсім дорослим як Матрикс. Его зброя, іноді досить ефективна — електронне Йо-йо.
Ензо з'явився в серіалі завдяки продюсеру Крістоферу Бру. Творці серіалу: Гевін Блер, Ієн Пірсон і Філ Мітчел спочатку не задумували будь-яких дитячих персонажів у серіалі, але Бру настояв на своєму, заявивши, що таким чином серіал буде краще продати телебаченню США, тому що персонаж-дитина підвищить глядацьку аудиторію за рахунок дітей. З часом Ензо так сподобався авторам серіалу, що вони вирішили повернути його в фіналі третього сезону.
Хоча ім'я Ензо є абревіатурою чотирьох поширених станів процесорів у регістрі прапорців (Enable Interrupt + Negative + Zero + Overflow), Гевін Блер стверджує, що ім'я «Ензо» запропонував Крістофер Бру, оскільки воно було дитячим прізвиськом його сина. Ензо озвучують Джессі Мосс (перший і третій сезони), Метью Сінклер (другий сезон), Крістофер Грей (третій сезон) і Джакомо Бессато (четвертий сезон).
- Матрикс (англ. Matrix)

Доросла версія Ензо. Перший і останній програш у грі в ролі стража лишив молодшого Матрикса без ока та з величезним комплексом неповноцінності. З часом Ензо замінив його на багатофункціональний протез, спарений з потужною плазменною «зброєю» (англ. Gun). Оскільки він не пройшов навчання в Суперкомп'ютері, Матрикс усе ще є стражем версії 01, але брак знань компенсується неймовірною фізичною силою та бойовими навичками. Матрикс підпорядковується протоколу стража, але всі його дії зводяться до «знайти і знищити». Його ненависть до вірусів настільки сильна, що він зумів подолати навіть зараження Деймон. Єдине, що може урезонити й заспокоїти цю машину смерті — його вірна подруга Андреа. Звикнувши постійно жити в ігровій реальності, Матрикс мало пристосований для мирного життя, його енергія кипить і постійно шукає вихід. Під час перезавантаження системи Мейнфрейм у фіналі третього сезону його символ перебував у режимі ігрового спрайту, завдяки чому при перезавантаженні з'явився маленький Ензо версії 01 (на момент потрапляння у гру Ензо був уже версії 10). Матрикс настільки сильний, що майже голіруч зміг побити Мегабайта.
Матрикса озвучував Пол Добсон.
- Андреа (англ. AndrAIa) (хоча за звичних обставин ім'я має промовлятися, як Андрайя, всі персонажі промовляють його подібно до італійської мови)

Ігровий модуль, який потрапив до Мейнфрейму через ігровий куб. Вона є штучним інтелектом останнього покоління, створеним спеціально для ігор. Андреа відноситься до найостаннішого типу ігрових спрайтів, чиї модулі, на відміну від звичайних ігрових спрайтів, наділені здатністю до саморозвитку та персональним ідентифікатором, подібним до ідентифікаторів звичайних комп'ютерних спрайтів, завдяки чому Андреа швидко адаптується до оточення. Гра, в якій народилась Андреа, втілювала підводний світ, через що Андреа мала відповідні атрибути (деталі одягу з рибної луски; морська зірка у волоссі, яку вона застосовувала подібно до бумерангу; кігті, що паралізують). Подружившись з Ензо, котрий не впізнав у ній ігрового спрайта, зуміла потрапити до Мейнфрейму. Миша зуміла, за допомогою частини протоколів стража, модифікувати її ідентифікатор, до дозволило їй і Ензо за власним бажанням ідентифікувати себе як звичайних модулів, так і ігрових ШІ, або проходити перезавантаження, як це роблять звичайні спрайти всередині ігор. Таким чином, вони змогли переміщатися разом із грою. Час в іграх іде швидше (як сказав Турбо), тому, коли вони повернулись, Андреа вже не була маленьким беззахисним модулем. Андреа озброєна нігтями, що паралізують, тризубом і зіркою з гострими кінцями. Також вона може визначати параметри та властивості гри, в якій опинилась.
Літери «AI» в її імені означають «штучний інтелект», грец. andr — «людина», тобто вона в деякому сенсі і штучна, і справжня людина одночасно. Ймовірно, її ім'я походить від грецького слова «Ανδρεια» (Андрія) (укр. Хоробрість). Андреа озвучували Андреа Лібман (Андреа в дитинстві) і Шерон Олександр (доросла Андреа).
- Фріскет (англ. Frisket)

Фріскет — пес Ензо (якщо точніше, то містера Пірсона), зазвичай живе коло звалища, але часто приходить у місто і навіть бере участь у іграх. Добре відноситься до Дот і Андреа, обожнює Ензо, але терпіти не може Боба. Вельми сильний, мандрував разом з Матриксом і Андреа іграми в пошуках Боба. Його іклів лякаються всі спрайти. Мегабайт йому, звісно, не по зубах, але Юзера він здолати у змозі.
Ім'я Фріскета збігається з назвою техніки маскування, завдяки якій художники при роботі з матеріалом уникають незапланованих змін.
- Фонг (англ. Phong)

Фонг — керуючий системою Мейнфрейм. Він завідує всіма ресурсами, кодами й архівами системи. Трохи занудний і страждає східним красномовством. Попри те, що не завжди згоден із Бобом, намагається підтримати його по мірі сил. Після битв з Мегабайтом все більше покладається на допомогу Дот у керуванні системою. Якщо хочеш отримати його мудру пораду — обіграй Фонга в арканоїд. Біда в тому, що порада може бути настільки ж туманною, наскільки красномовною. Відверта пародія на всіх сенсеїв.
Його ім'я є алюзією на його улюблену гру «Pong» (у найпершій серії Фонг грає з Бобом у гру, що дуже схожа на «Pong»). Фонга озвучував Майкл Донован.
- Багряний Біном (англ. Crimson Binome, дослівно — Малиновий Біном)

Він же Капітан Гевін Конденсатор (англ. Captain Gavin Capacitor) — мережний пірат, капітан міжмережного корабля «Зухвалий жах» (англ. Saucy Mare). Разом зі своєю командою подорожував Мережею, грабуючи всі зустрічні системи. Спромігся разом з командою здолати Боба, але не встояв перед чарівністю та фінансовою геніальністю Дот. Тепер вони партнери по бізнесу (Дот була у захваті від можливості міжсистемної торгівлі, а Капітан — від прибутків без особливих витрат). Його команда брала активну участь у пошуках Боба в надрах Павутиння та допомозі Андреа, Матриксові та Бобові в поверненні додому. Пожертвували своїм кораблем заради остаточної перемоги над рештками вірусних орд Мегабайта.
Його ім'я Гевін є посиланням до творця «ReBoot» Гевіну Блеру, а Конденсатор — назвою електричного конденсатора. Його озвучував Джон Болдрі.

### Віруси-лиходії
- Мегабайт

Мегабайт — головний антигерой серіалу, дуже потужний вірус-руйнівник. Брат Гекси. Зумів повністю захопити один з секторів системи і створити там велику армію заражених спрайтів. Його сектор — це повністю мілітаризована бойова база. Постійно намагається зламати чи захопити Ядро системи, або ж проникнути до Суперкомп'ютера через Мережу. Завдяки діям Боба одного разу вдалося досягнути паритету і навіть тимчасової співпраці, але Мегабайт підступний, на шляху до мети його ніщо не зупинить. Завдяки спільному з Гексою коду тимчасово зливався з нею (під контролем Монстра з Павутиння), перетворюючись на Гігабайта. У своїй звичайній формі кондиціями й фізичною силою найбільше нагадує Термінатора. Майже невразливий, дуже сильний, його залізні кігті ріжуть будь-який матеріал. Може заражати будь-який примітивніший за нього пристрій простим доторком, але для підкорення й зараження спрайта має отримати його ідентифікаційний символ. Може відстібати свої ноги й велично сидіти в командному кріслі-консолі.
Після потрапляння до Павутиння спромігся вижити завдяки викраденим протоколам стража. Отримав здібності монстрів з Павутиння і став вірусом-трояном. Глітчеві вдалося повернути протоколи стража, але перетворений Мегабайт став сильніше й небезпечніше.
- Гексадесімал (англ. Hexadecimal)

Гексадесімал, або Гекса — вірус, що утворився внаслідок розпаду Гігабайта. Сестра Мегабайта. Гекса вельми могутня, перевершує в цьому навіть Мегабайта, та при цьому непостійна. Її капризи пов'язані з нестабільністю її особистості, що проявляється через різноманітні маски, змінювані легким порухом руки. Гекса не тільки високоенергетичний вірус, а ще й втілення Хаосу. Її дикі витівки не стільки завдають шкоди системі, скільки відбивають її мінливий настрій. Коли Гекса серйозна чи розгнівана, це страшне видовище. Її руйнівна міць перевершує не тільки здібності Боба як стража, а й лякає навіть Мегабайта. Тем не менше, Гекса щиро закохана в Боба (у четвертому сезоні вона відкрито залицяється до нього). Попри відсутність взаємності з його боку, здійснила кілька вельми незграбних спроб зближення. Поступово Гекса не лише подолала свою вірусну сутність, а й навіть на деякий час стала звичайним модулем. Під час боротьби з Деймон Гекса спромоглась узяти під контроль усю енергію Ядра системи, але, рятуючи життя Бобові, добровільно пішла на фрагментацію особистості. В межах Мейнфрейму Гекса майже всемогутня. Може керувати обнуленими модулями — Нулями і навіть повернути їм особистість (у тому ж четвертому сезоні серед групи Нулів вона змогла відновити особистість батька Дот і Ензо).
- Цирус (Сайрус) (англ. Cyrus)

Біном-зрадник. Щиро підтримував Мегабайта і, заслуживши довіру повстанців, мало не віддав усі коди одного з секторів Мегабайтові. Коди вдалось повернути, але Цируса розжалували до чистильника чобіт. Деякий час був провокатором, який агітував мешканців Мейнфрейму проти нового стража Ензо. За черговий провал його було засуджено Мегабайтом до смерті, але Хек і Слеш пожаліли його. Допоміг Сказзі дістатися крізь фаєрвол до своєї господині та звільнити її.
- Гігабайт

Гігабайт — Руйнівник систем. Неймовірно сильний вірус п'ятого класу. З'явився шляхом модифікації Кілобайта через покоління під час його етапування. У Мейнфреймі був розділений на Гексадесімал і Мегабайта. Після зараження Монстром з Павутиння, Мегабайт знову злився з Гексою. Результуючий вірус хоч і складався з трьох, але заразити й підкорити його повністю не вдалося навіть Монстрові з Павутиння. Бобу з великими труднощами вдалося розділити його на складові частини. Мав можливості Гекси і силу Мегабайта. Після злиття з ослабленою Гексою був далеко не на піку можливостей, але навіть у такому стані з ним ніхто не міг упоратися.
- Хек і Слеш (англ. Hack & англ. Slash)

Двоє роботів-підручних Мегабайта. Як не дивно, не заражені, а служать йому «за совість». Здатні літати й досить сильні, та при цьому так само дурні. Часто сперечаються один з одним. Істеричний Хек (червоний) частіше піддається впливу впевненішого в собі й не схильного до роздумів Слеша (синій). У випадку сильних пошкоджень не гинуть, а лише розділяються на частини, які потім можна з'єднати. Навіть у розібраному вигляді здатні розмовляти. Після знищення Мейнфрейму Гексою були відновлені Фонгом і перепрограмовані на охорону Дот. Їхні імена є посиланням до жанру ігор Hack and slash.
- Гер Доктор і Франкенбіном (англ. Herr Doctor & англ. Frankenbinome)

Док — щирий прихильник Мегабайта, деякою мірою його права рука в усіх наукових дослідженнях. Створив на його замовлення велику кількість моторошних пристроїв і періодично зламував усілякі коди. Франкенбіном — моторошне понівечене створіння — його творіння і найближчий помічник, що складається з частин бінома, розташованих у довільному порядку.
- Сказзі (англ. Scuzzy)

Сказзі — єдиний хатній улюбленець, підручний і шпигун Гекс. Також служить для зняття стресів господарки й іноді допомагає їй виплутатися зі складних ситуацій.
- Деймон (англ. Daemon)

Деймон — неймовірно сильний вірус-руйнівник самознищуваного типу. Її мета — захопити та об'єднати всю Мережу до визначеного моменту. І після того, як вона самознищиться, її справжня функція та формат «супервірус Крон» знищить усе. Для Деймон не є перешкодою будь-які фаєрволи чи захисні системи, вона всюдисуща та всесильна. Стражі, крім Матрикса, не змогли протистояти її зараженню. Знадобилися безпрецедентні зусилля Мейнфреймерів і Гекс, аби запобігти знищенню всієї Мережі. Деймон говорить із сильним французьким акцентом.
- ТелеМайк (англ. Mike the TV)

Майк, надзвичайно набридливий спрайт. Шоумен, репортер і телевізор в одному флаконі. Завжди лізе, куди його не запрошено, та встряє в сумнівні історії. Кілька разів Мейнфрейм опинявся на краю загибелі саме завдяки йому. Ніколи не думає про наслідки, а «грає на публіку». Як репортер занадто самозакоханий і забезпечує репортажі детальними коментарями від себе (нерідко випускаючи суть подій). Кілька разів працював у команді з Бобом (вимушено), часто гостював у Гекси, попався до лап Деймон. «Базіка — знахідка для шпигуна» — ця приказка про нього. Пристрасне бажання будь-якого мейнфреймера — вимкнути набридливий телевізор — ускладнюється тим, що від нього втік пульт.
- Містер Пірсон (англ. Old Man Pearson)

Завідувач Центрального звалища і номінальний господар Фріскета. Вельми нетовариський і сварливий стариган. У його завідуванні, крім усього іншого, утилізація та знищення старих і небезпечних програм. Преспокійно може нагрубіянити навіть Мегабайтові. Насправді, раніше цей непримітний біном був найвеличнішим майстром коду на ім'я Телон. Його наступник, який прийшов покарати зрадника, легко здолав Боба і мало не захопив увесь Мейнфрейм в заручники, але узявши до уваги вибір старого, який навіть під страхом смерті відмовився битися, повернувся до Мережі, пообіцявши, що більше його ніхто не потурбує.
- Миша (англ. Mouse)

Миша — мережний хакер. Давня (ще з Суперкомп'ютера) знайома Боба. Ексцентрична і трохи вульгарна. Чудовий боєць. Її навички хакера настільки сильні, що поставлений нею захист не спромоглися зламати ні найсильніші віруси, ні стражі. Сама ж вона здатна за кілька хвилин зламати майже будь-який пароль, код або перепрограмувати будь-яку систему. Спочатку працювала вільним найманцем, виконуючи замовлення як вірусів, так і ради стражів, тільки б платили. Та після зради з боку і тих, і інших, а також після оборони Мейнфрейму, співпрацює та дружить з Дот. Спершу нерівно дихала до Боба, але після зустрічі з Реєм Трейсером перемкнулася на нього. Тепер вони подорожують Мережею разом. У «подарунок» від ради стражів дістала унікальний бойовий корабель, що здатен пересуватися Мережею.
- Рей Трейсер (англ. Ray Tracer)

Пошуковий модуль останнього покоління. Спокійно може переміщатися Мережею та прокласти маршрут до будь-якої системи. Не може подібно до стражів проходити крізь портали, але в Мережі він цар і бог. Може пробитися крізь будь-який Мережний Шторм, захистити корабель або допомогти відбитися від монстрів з Павутиння. Як і знаменитий Срібний Серфер, пересувається на дошці для серфінгу. Його звичайне тіло майже невразливе, та якщо пошкодити дошку — впадає в кому (зависає). Здатен до самовідновлення за допомогою тієї ж дошки та разом з нею. Матрикс визволив його з тюрми в одній з систем (під час заборони заражених Деймон стражів на вільне пересування Мережею). Деякий час фліртував з Андреа, але тепер подорожує Мережею з хакером Мишею.
- Турбо (англ. Turbo)

Головний страж, член ради стражів. Зневажливо ставиться до ідей Боба, але визнає його можливу правоту. Досить сильний як страж. Довгий час опирався зараженню Деймон, доки не спромігся попередити Матрикса. Розсудливий, але занадто жорстокий, вважає, що мета виправдовує засоби. Його напарник — інструмент на ім'я Копленд (англ. Copland).
- Велман Матрикс (англ. Welman Matrix)

Вчений-дослідник, якому вдалося теоретично довести існування інших систем за межами Мейнфрейму. Збудував унікальний портал, здатний прокласти шлях у будь-яку систему. Через нещасний випадок до порталу потрапив вірус Гігабайт. Місто-близнюк (англ. Twin City), у якому проходив експеримент, було майже повністю знищене, Гігабайт розділився на Гексадесімал і Мегабайта, а сам Велман Матрикс обнулився до примітивного стану. За допомогою Гекси нуль на ім'я Нібблз згадав свій початковий стан, але зовнішній вигляд професору так і не вдалося повернути. Тепер он пересувається в людиноподібному екзоскелеті, сконструйованим Фонгом. Батько Дот і Ензо. Цікавий факт: Мегабайт, як і Гекса, здається, знав, ким спочатку був Нібблз, тому тримав його замість хатнього улюбленця, доручаючи наглядати за ним Хеку й Слешу.

## Список епізодів

### Перший сезон (1994—1995)
ReBoot Season 1 Episode Guide on TV.com.
1. Розрив (англ. The Tearing)
2. Наввипередки з часом (англ. Racing the Clock)
3. Швидкий та ситий (англ. Quick and the Fed)
4. Помилка «Медузи» (англ. Medusa Bug)
5. Сварка (англ. The Tiff)
6. У череві звіра (англ. In the Belly of the Beast)
7. Багряний біном (англ. The Crimson Binome)
8. Розумний Ензо (англ. Enzo the Smart)
9. Чарівники, воїни і слово від нашого спонсора (англ. Wizards, Warriors and a Word from Our Sponsor)
10. Велике пограбування мозку (англ. The Great Brain Robbery)
11. Ніч талантів (англ. Talent Night)
12. Криза особистості, частина перша (англ. Identity Crisis (1))
13. Криза особистості, частина друга (англ. Identity Crisis (2))

### Другий сезон (1995—1996)
ReBoot Season 2 Episode Guide on TV.com.
1. Заражений (англ. Infected)
2. Високий код (англ. High Code)
3. Коли ігри зіткнуться (англ. When Games Collide)
4. Злий Боб (англ. Bad Bob)
5. Розфарбовані вікна (англ. Painted Windows)
6. Андреа (англ. AndrAla)
7. Нульзілла (англ. Nullzilla)
8. Гігабайт (англ. Gigabyte)
9. Не вір нікому (англ. Trust No One)
10. Мережні війни (англ. Web World Wars)

### Третій сезон (1996—1997)
ReBoot Season 3 Episode Guide on TV.com.
1. v3.1.1 «Охороняти и захищати» (англ. To Mend and Defend)
2. v3.1.2 «Між єнотом і ковадлом» (англ. Between a Raccoon and a Hard Place)
3. v3.1.3 «Вогняна стіна» (англ. Firewall)
4. v3.1.4 «Кінець гри» (англ. Game Over)
5. v3.2.1 «Символи» (англ. Icons)
6. v3.2.2 «Де спрайти досі не були» (англ. Where No Sprite Has Gone Before)
7. v3.2.3 «Номер 7» (англ. Number 7)
8. v3.2.4 «Епізод без назви» (англ. The Episode with No Name)
9. v3.3.1 «Повернення Багряного Бінома» (англ. The Return of the Crimson Binome)
10. v3.3.2 «Край світу» (англ. The Edge of Beyond)
11. v3.3.3 «Вебвершники бурі» (англ. Web Riders on the Storm)
12. v3.3.4 «Мишоловка» (англ. Mousetrap)
13. v3.4.1 «Мегафрейм» (англ. Megaframe)
14. v3.4.2 «Остання битва» (англ. Showdown)
15. v3.4.3 «Крах системи» (англ. System Crash)
16. v3.4.4 «Кінець програми» (англ. End Prog)

### Четвертий сезон (2001)
У різних країнах транслювався по-різному: або як два повнометражні фільми у кінотеатрах, або як вісім телевізійних епізодів.
1. Daemon Rising, складається з таких епізодів:
  1. Сходження Деймон (англ. Daemon Rising)
  2. Вузли, що перехрещуються (англ. Cross Nodes)
  3. До чого тут любов? (англ. What’s Love Got to Do With It?)
  4. Жертвоприношення (англ. Sacrifice)
2. My Two Bobs, складається з таких епізодів:
  1. Мої два Боба (англ. My Two Bobs)
  2. Життя це Глітч (англ. Life’s a Glitch)
  3. Нуль-бот нареченої (англ. Null Bot of the Bride)
  4. Біном підкрадається, вірус ховається (англ. Crouching Binome, Hidden Virus)